# Jeremy Bulloch
Jeremy Bulloch (16. februar 1945 – 17. december 2020) var en engelsk skuespiller, der var mest kendt for rollen som dusørjægeren Boba Fett i den originale Star Wars- trilogi. Han optrådte i adskillige britiske tv- og filmproduktioner, herunder Doctor Who og Robin of Sherwood. Han er desuden kendt som Smithers i to James Bond film med Roger Moore.

## Tidlige liv
Bulloch blev født i Market Harborough, Leicestershire, England, som en af seks børn. Fra han var fem, nød han at spille skusepil og synge efter et skoleshow. Han begyndte at spille skuespil i en alder af ti år og har "optrådt i [flere] Disney- film, britiske sitcoms og teaterstykker."  Han uddannede sig på Corona Stage Academy. 

## Karriere

### Star wars
I en karriere, der strækker sig over et halvt århundrede, er han mest berømt for sin rolle i Boba Fett 's kostume i Star Wars - filmene The Empire Strikes Back og Return of the Jedi - på trods af karakterens "minimale skærmtid".  Stemmen blev oprindeligt leveret af Jason Wingreen og i de opdaterede versioner Temuera Morrison - for at styrke forbindelsen med Prequel-trilogien. Hans halvbror Robert Watts, der arbejdede som associeret producent for Empire, fik til opgave at finde nogen, der "ville passe i Boba Fett's kostume."  Så Watts ringede til Bulloch (som på det tidspunkt arbejdede med Agony) og opfordrede ham  til at se Tiny Nicholls, garderobetilsynsmanden og Bulloch fik en kostumeprøve som Boba Fett, som "tog 20 minutter at tage på."  Derudover spiller han en mindre rolle som en kejserlig officer (senere identificeret som løjtnant Sheckil), der griber Leia, da hun advarer Luke Skywalker om Vaders fælde i The Empire Strikes Back. Bulloch skulle oprindeligt udføre scenen som Fett, da han skyder efter Skywalker på Cloud City. Men uden nogen ledig til at spille rollen, gik Bulloch ind i garderoben og blev ændret til "Imperial Officer's outfit."  Dette var hans eneste ikke-maskerede optræden i de originale Star Wars- film. John Morton, der portrætterede oprørspiloten Dak Ralter (under slaget ved Hoth), dækkede Bulloch som en stand-in for Fett, da karakteren konfronterer Vader i Bespin-gangen under Han Solos tortur. 
Bulloch vendte tilbage som Boba Fett i fanfilm mocumentaryen: Return of the Ewok, hvor han jagter Wicket i Death Star. Han filmede sine scener for Jedi i fire uger. Bulloch var uvidende om Fett's død før filmen og var skuffet, da han gerne ville have gjort mere med sin karakter. Bulloch sagde, at portrætteringen af Fett var den mest ubehagelige rolle, han havde spillet, og at det var meget tungt at tage jetpakken på. 
Mens han portrætterede Fett, hentede Bulloch inspiration fra Clint Eastwood's the Man with No Name.  Både Fett og Eastwoods karakter i A Fistful of Dollars bærer lignende kapper, holder deres pistol klar til at skyde og bevæger sig i slowmotion. I et interview i 2014 mindede Bulloch, da han sagde til en kejserlig officer (før Fett forlader Cloud City på Slave I med Solo frosset i carbonit), "Put Captain Solo in the cargo hold," men han faktisk sagde, "Put Captain Cargo in the Solo Hold. " 

## Privatliv
Bulloch havde tre sønner, ti børnebørn og boede i London sammen med sin kone, Maureen. Hans halvbror er Robert Watts og var producer på The Empire Strikes Back, Return of the Jedi og Indiana Jones- filmene. Watts havde også en cameo som løjtnant Watts i Return of the Jedi .  Hans søn Robbie portrætterede Matthew of Wickham i fire episoder af Robin of Sherwood.  Karakteren er søn af Edward af Wickham portrætteret af Bulloch. Hans anden søn er oversætteren Jamie Bulloch. Hans søster Sally Bulloch var barneskuespillerinde inden hun blev administrerende direktør for Athenaeum Hotel. 

## Yderligere læsning
- Eberl, Jason T. og Deker, Kevin S. (2015). The Ultimate Star Wars and Philosophy: You Must Unlearn What You Have Learned. John Wiley & Sons